# Medinger Cars & Engine
Die Medinger Cars & Engine Co. Ltd. war ein britischer Automobilhersteller. Gegründet wurde die Firma von dem französischen Rennfahrer Emile Medinger. Im Jahr 1913 baute Medinger in Southall (Middlesex), im gleichen Werk, in dem auch Fahrzeuge für L.E.C. produziert wurden, Cyclecars. Das Auto verfügte über einen 1,0 Liter großen Zweizylinder-Zweitaktmotor, der mit Paraffinöl lief. Gestartet werden musste das Auto aber mit normalen Benzin. Der erste Prototyp, der noch bei Sunbeam – bei dem Emile Medinger als Rennfahrer unter Vertrag stand – konstruiert wurde, hatte vermutlich noch einen Kettenantrieb. Wogegen in der kleinen Serienfertigung ein Wellenantrieb verbaut wurde.